# Futebol Clube Rio de Janeiro
O Futebol Clube Rio de Janeiro, antigo Centro Cultural Esportivo Ação é uma agremiação esportiva do bairro de Realengo, na cidade do Rio de Janeiro. 

## História
Fundado como organização social em 2008, o clube se filiou a FERJ em 2014 para disputar o Campeonato Amador da Capital, competição que disputou até 2016. O clube teve sua profissionalização aprovada em 2018 e já no primeiro ano começou a disputar a 4° divisão do Campeonato Carioca de Futebol de 2018.
A melhor campanha havia sido em 2019, quando foi eliminado nas semifinais para o Campo Grande Atlético Clube e perdeu a chance de conquistar o acesso. Esse ano o clube mudou de nome e escudo e passou a se chamar Futebol Clube Rio de Janeiro. As cores agora são azul, branco e preto.
Em 2022, o clube conquistou o acesso e foi vice campeão do Campeonato Carioca Série C ao perder a final para o Belford Roxo pelo placar de 1 a 0.
No mesmo ano, disputando o Campeonato Carioca Série B2 o clube foi campeão da Taça Waldir Amaral, ao derrotar o Barra Mansa por 5 a 0 na última rodada. O clube habilitou-se às semifinais em busca do acesso e do título. O clube terminou a competição sendo semifinalista, não obtendo o acesso, ao perder para o Barra da Tijuca pelo placar agregado de 1 a 0.

## Estatísticas

### Participações
|  | Participações em 2025 |

| Competição     | Competição | Temporadas | Melhor campanha     | Estreia | Última | P | R |
| Rio de Janeiro | Série B2   | 6          | 3º colocado (2019)  | 2018    | 2025   | – | – |
| Rio de Janeiro | Série C    | 1          | Vice-campeão (2022) | 2022    | 2022   | 1 |   |

## Títulos
| TURNOS DO ESTADUAL | TURNOS DO ESTADUAL | TURNOS DO ESTADUAL | TURNOS DO ESTADUAL |
|                    | Competição         | Títulos            | Temporadas         |
| ------------------ | ------------------ | ------------------ | ------------------ |
|                    | Taça Waldir Amaral | 1                  | 2022               |

### Campanhas de destaque
- Vice-Campeão do Campeonato Carioca - 5ª divisão: 2022Referências

1. ↑  VIANA, Eduardo. Implantação do futebol Profissional no Estado do Rio de Janeiro. Rio de Janeiro: Editora Cátedra
2. ↑  «Campeonato Amador da Capital Sub 20 - 2016» (PDF). FERJ. Consultado em 5 de agosto de 2018
3. ↑  2018-02-27. «Às vésperas de Arbitral, clubes têm profissionalização aprovada na FERJ». Futrio. Consultado em 5 de agosto de 2018
4. ↑  «FERJ DIVULGA LISTA DE CLUBES QUE DISPUTARÃO A SÉRIE C DO CARIOCA». Futebol na Veia. Consultado em 5 de agosto de 2018
5. ↑  vipalermo (7 de agosto de 2022). «Belford Roxo vence Rio de Janeiro por 1 a 0 e é campeão da Série C do Cariocão». Conexão Fluminense. Consultado em 6 de setembro de 2024
6. ↑  «FERJ | Rio de Janeiro fatura a Taça Waldir Amaral». fferj.com.br. Consultado em 6 de setembro de 2024
7. ↑  Karioca, Tide (15 de novembro de 2022). «Com acesso garantido, Barra da Tijuca e Goytacaz começam a decidir a Série B2 do Estadual». Bola Carioca. Consultado em 6 de setembro de 2024